# Calais Canadian War Cemetery
Calais Canadian War Cemetery is een Britse militaire begraafplaats met gesneuvelden uit de Tweede Wereldoorlog gelegen in het Franse dorp Leubringhen (Pas-de-Calais). De begraafplaats ligt vlak naast de E402 (Route des Estuaires) zo'n 1,2 km ten oosten van het dorpsplein en 5,750 km ten zuidoosten van Wissant. Het Cross of Sacrifice staat centraal achteraan, recht tegenover de toegang. De begraafplaats wordt onderhouden door de Commonwealth War Graves Commission.
Calais werd in september 1944 door de Canadian First Army bevrijd. De grote meerderheid van de doden vielen in de gevechten tijdens de geallieerde opmars langs de kust richting België.
Onder de geïdentificeerde graven zijn er 580 Canadezen, 89 Britten en 5 Australiërs. Er liggen ook 6 Tsjechslowaken en 19 Polen die in Britse dienst vochten. Dertig slachtoffers konden niet meer geïdentificeerd worden. 

## Onderscheiden militairen
- Christopher Smales Bartlett wing-commander bij de Royal Air Force Volunteer Reserve werd tweemaal onderscheiden met het Distinguished Flying Cross (DFC and Bar).
- Victor Anthony Ricketts en Philip Reginald Barwell, beiden officier bij de Royal Air Force en Charles William Palmer en Wilfred George F. Peacock, beiden officier bij de Royal Canadian Air Force werden onderscheiden met het Distinguished Flying Cross  (DFC).
- Wilbert F. McRae, onderofficier bij het North Shore (New Brunswick) Regiment, R.C.I.C. werd onderscheiden met het lidmaatschap van de Orde van het Britse Rijk (MBE) en het Military Cross (MC).
- James Edward Fox, majoor bij de Black Watch (Royal Highland Regiment) of Canada werd onderscheiden met het lidmaatschap van de Orde van het Britse Rijk (MBE).
- John Arthur Watt, kapitein bij de Stormont, Dundas and Glengarry Highlanders, R.C.I.C. en Norman Saurin Temple, majoor bij de Sherwood Foresters (Notts and Derby Regiment) werden onderscheiden met het Military Cross (MC).
- George Boris Lukhmanoff, piloot bij de Royal Air Force Volunteer Reserve werd onderscheiden met de Distinguished Flying Medal (DFM). Hij was een Amerikaan in Britse dienst.